# لیرجت ۴۵
لیرجت ۴۵ (به انگلیسی: Learjet 45) یک جت تجاری ساختِ کارخانهٔ بمباردیه ایروسپیس شاخه لیرجت در کشور کانادا است که در سال ۱۹۹۵ ساخته شد. این هواگرداولین هواگرد از سری لیرجت است که کلا بازطراحی جدید شده است.